# Igreja de Santo Antão (Évora)

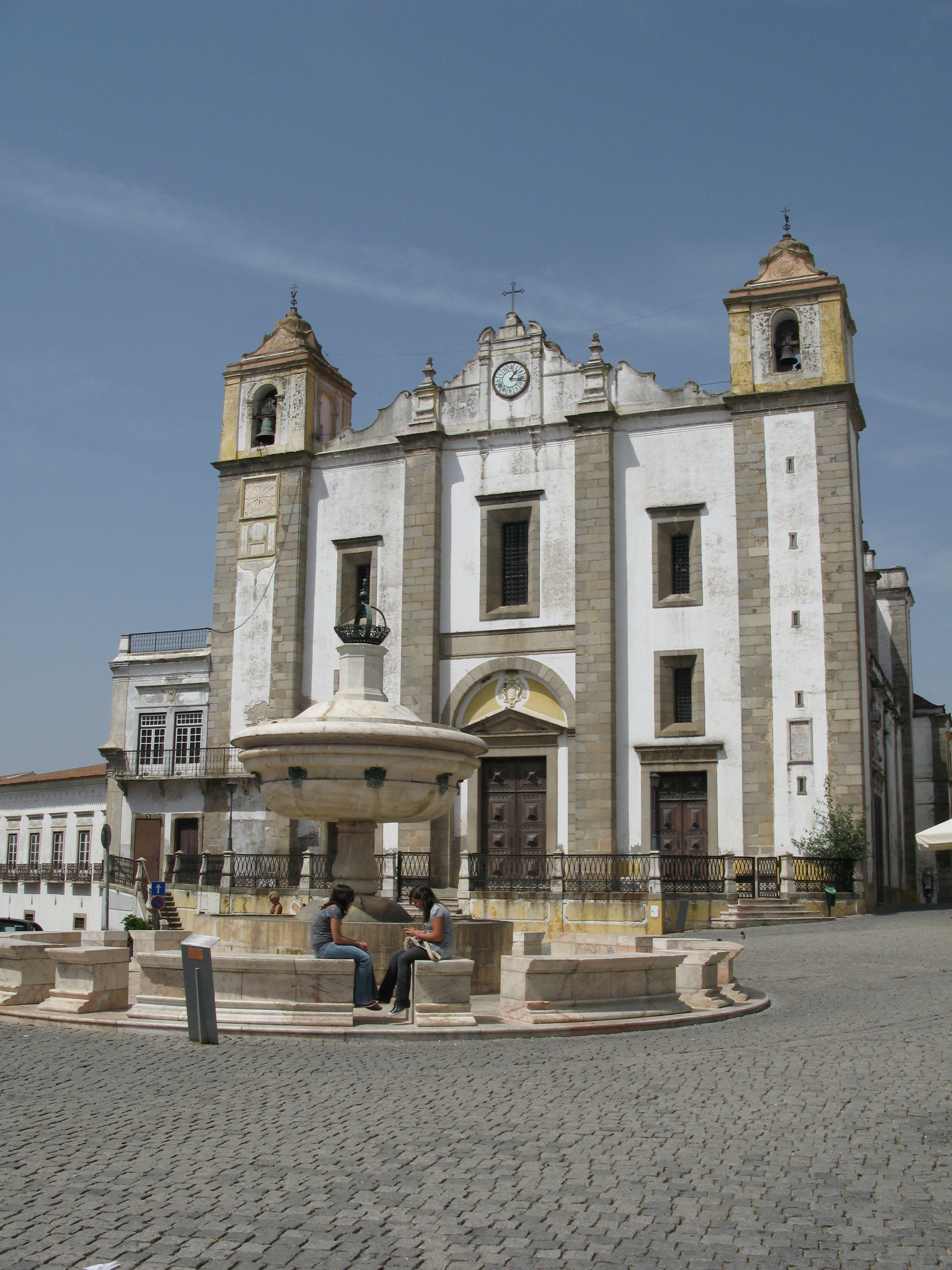
Igreja de Santo Antão na Praça do Giraldo.

A Igreja de Santo Antão ou Igreja Paroquial de Santo Antão é um monumento religioso da cidade de Évora, estando situado na Praça do Giraldo, freguesia de Évora (São Mamede, Sé, São Pedro e Santo Antão).
A Igreja de Santo Antão está classificada como Imóvel de Interesse Público desde 1970.
Foi mandada construir pelo Cardeal D.Henrique, Arcebispo de Évora, no lugar onde se erguia a medieval Ermida de Santo Antoninho. Para a sua construção demoliu-se o Arco do Triunfo romano.
A igreja começou a ser construída em 1557, sendo um exemplar do período final da Renascença, de três naves, apresentando as características das chamadas igrejas-salão. Apresenta um considerável conjunto de altares de talha dourada, destacando-se ainda o raro frontal de mármore do altar-mor representando o Apostolado, obra do século XIV, proveniente da velha ermida de Santo Antoninho.
No seu interior, perto da ábside, num altar lateral à direita, encontra-se a tela de Jerónimo Corte-Real intitulada São Miguel e as suas Almas.

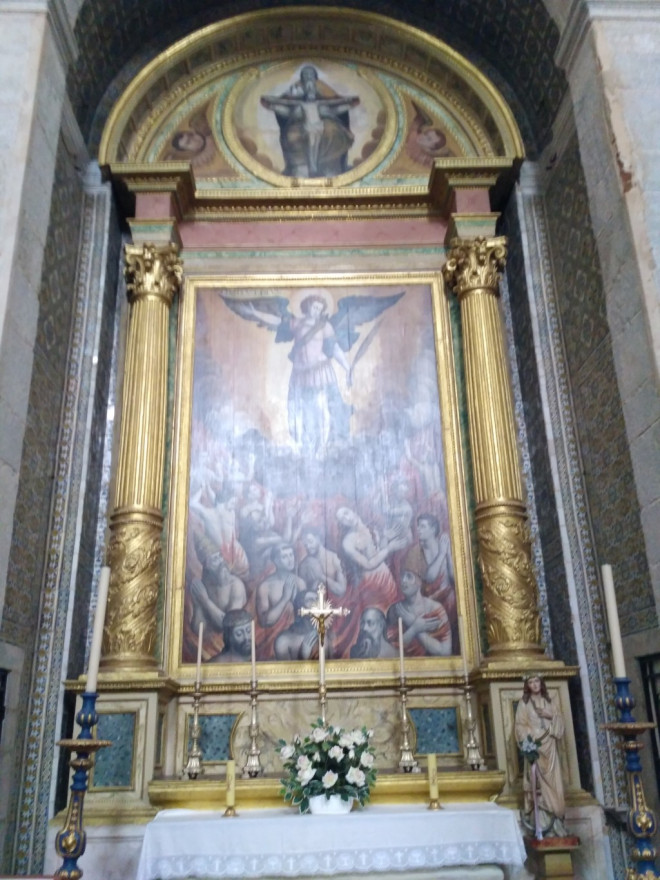
São Miguel e as suas almas, tela de autoria de Jerónimo Corte-Real, datada de cerca 1580-8.

## Carrilhão
Na torre está um carrilhão, constituído por 10 sinos e um teclado de transmissão, que em 2023 se encontra completamente silenciado há já muitas décadas e não há memória de quando foi tocado pela última vez. 
Este instrumento teve o seu início, por volta de 1856, quando foram instalados os primeiros oito sinos e só mais tarde, na década de 20 do século XX, é que foram acrescentados outros dois sinos e o teclado.
Em 2023 está em restauro não só materialmente dos instrumentos, mas também para recuperar a tradição dos toques manuais.